# Farne-Inseln

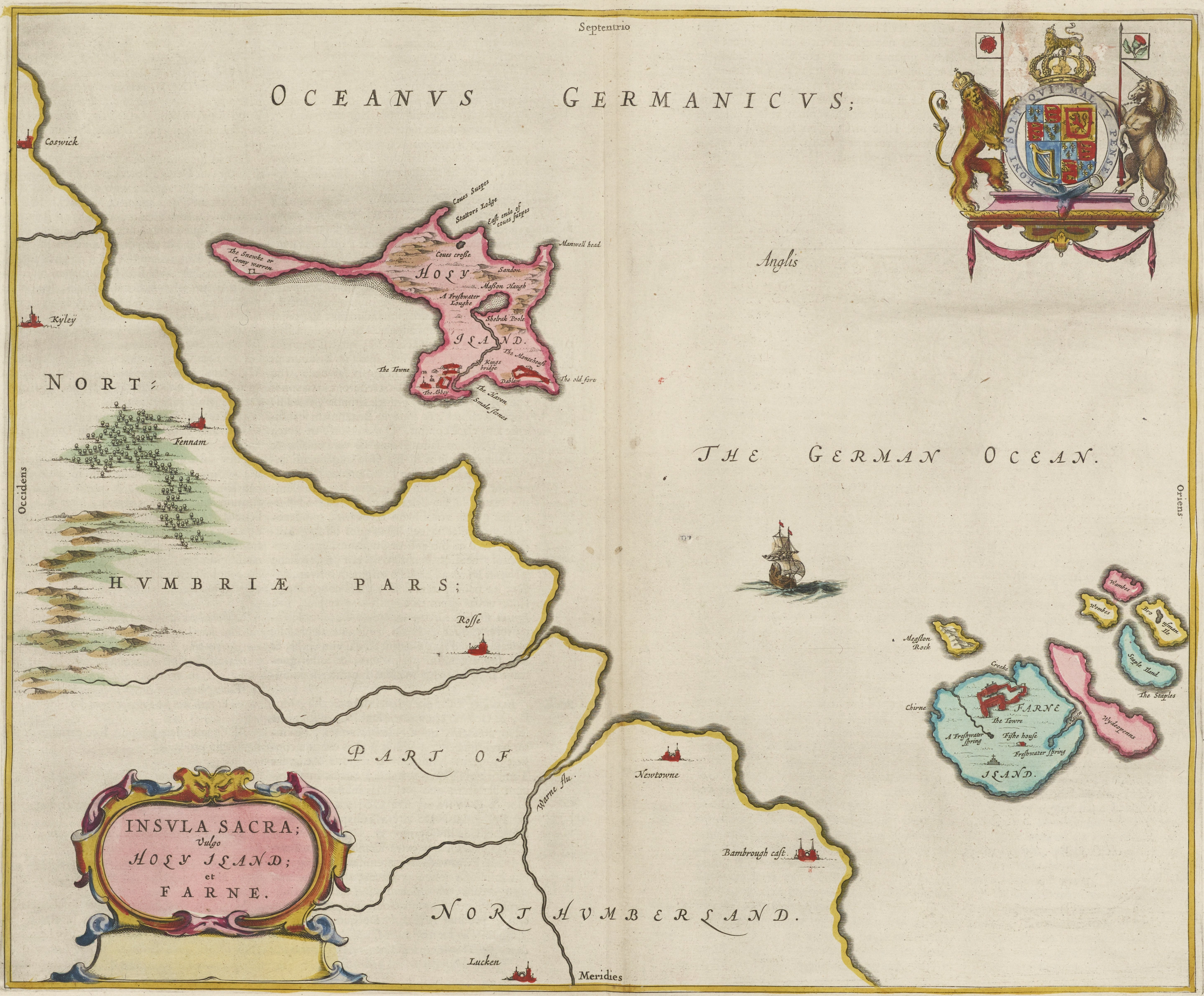
Karte von 1665 von Lindisfarne (HOLY ILAND) und den Farne-Inseln (rechts)

Die Farne-Inseln (englisch: Farne Islands, kurz The Farnes) sind eine unbewohnte Inselgruppe an der Küste Northumberlands im Nordosten Englands.

## Geographie

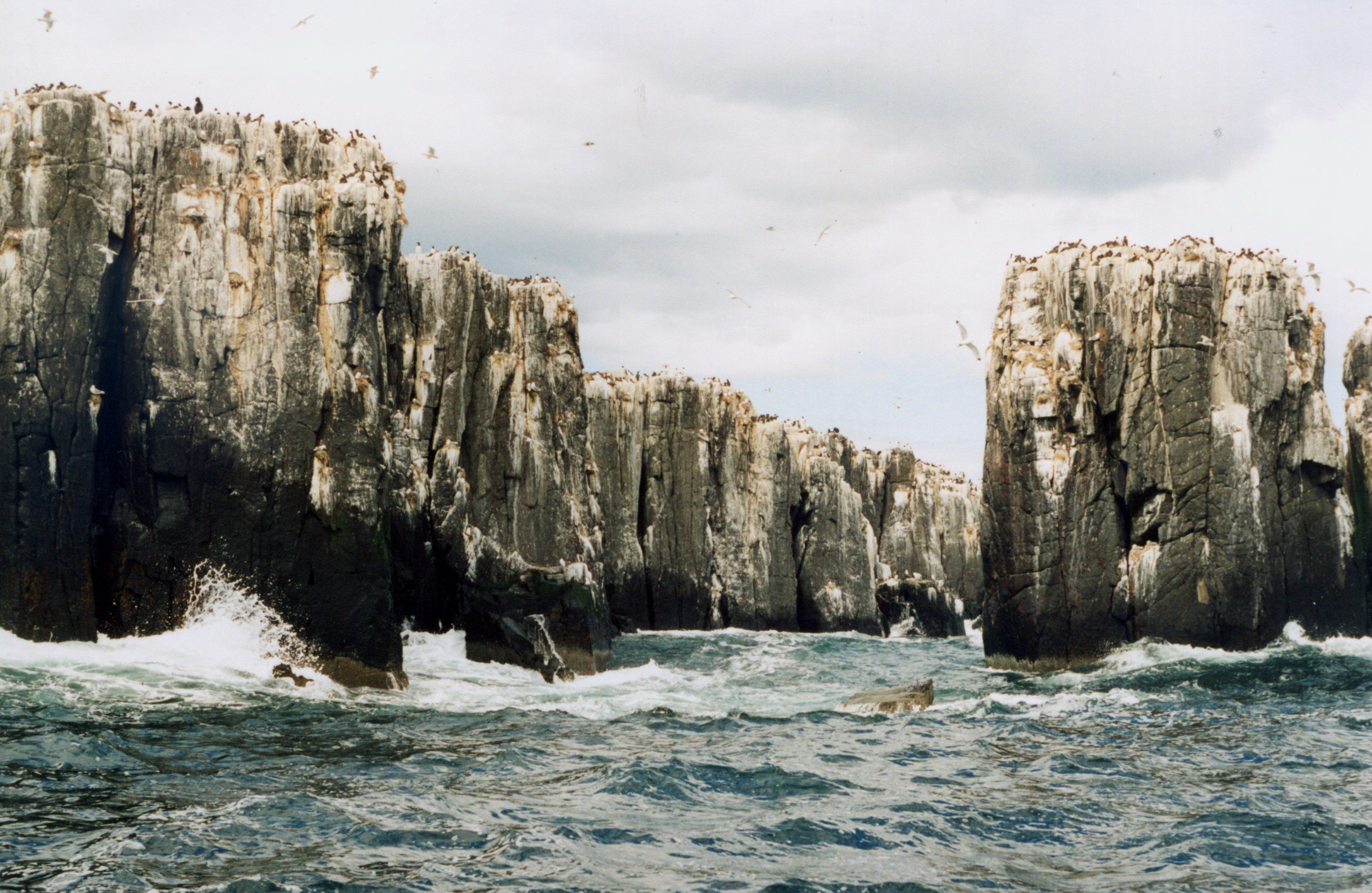
Küste von Wideopens (Inner Group) mit Vogelbrutgebiet

Die Inselgruppe besteht aus – je nach Tide – 15 bis 20 kleinen Inseln, die eine Fläche von insgesamt 96,7 Hektar aufweisen. Sie sind zwischen 2,5 und 7,5 Kilometer vom Festland entfernt. Nächstgelegener Ort auf dem Festland ist Bamburgh, der nächste Seehafen in Seahouses.
Die Farne-Inseln bestehen aus zwei Gruppen, der Inner Group (Innere Gruppe) und der Outer Group (Äußere Gruppe), die durch den Staple Sound getrennt sind. Größte Insel der Inner Group und zum Festland nächstgelegene Insel ist Inner Farne, auch Farne Island oder Inner Farne Island genannt, größte Insel der Outer Group ist Staple Island. Der höchstgelegene Punkt befindet sich mit 19 Metern über dem Meeresspiegel auf Inner Farne.

### Geologie
Die Farne-Inseln bestehen größtenteils aus Dolerit, das von weicherem Gestein umgeben war. Nach dem Anstieg des Meeresspiegels wurde dieses fortgespült, so dass die Farne-Inseln in der heutigen Form entstanden. Rund um die Inseln gibt es bis zu 20 Meter lange, aufrecht stehende Felssäulen, so genannte stacs.
Auf einigen der Inseln gibt es eine dünne Schicht aus Lehm und Torf, so dass es dort Vegetation gibt. An zahlreichen Felsen gibt es dauerhafte Ablagerungen durch Vogelkot.

## Geschichte

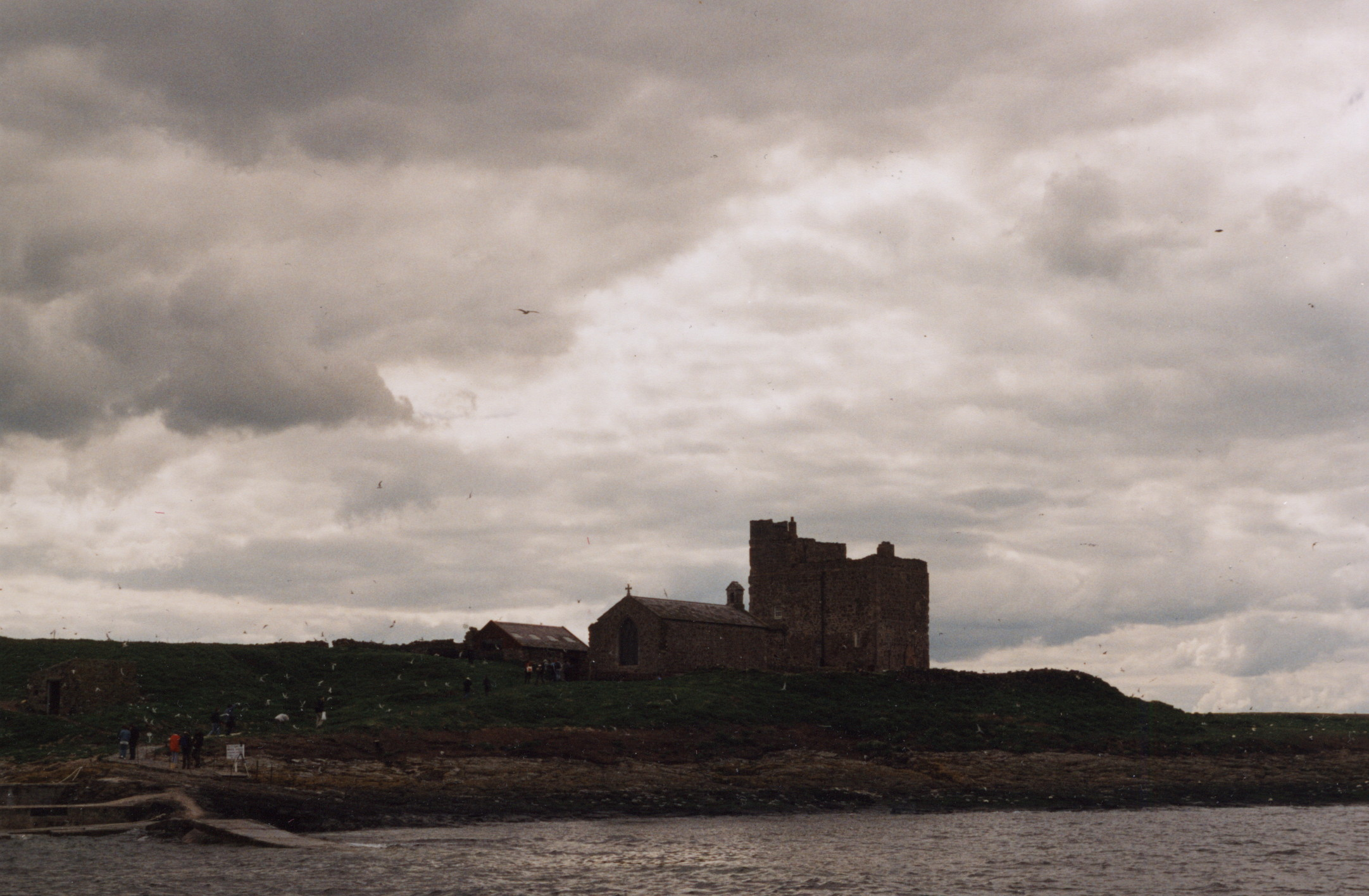
St. Cuthbert Chapel (Mitte) und Pele Tower (rechts) auf Inner Farne

Die ersten Einwohner der Farne-Inseln waren Culdeer, die dort in relativer Sicherheit lebten. Im 7. und 8. Jahrhundert diente die größte dieser Inseln, Inner Farne, als Rückzugsort und Einsiedelei für Mönche aus dem Kloster Lindisfarne. Bereits der Gründer von Lindisfarne, St. Aidan, soll nach der Erzählung von Beda Venerabilis (Hist. eccl. III, 16) sich oft um des Gebetes und des Schweigens willen in die Einsamkeit auf Inner Farne zurückgezogen haben und bei einer dieser Gelegenheiten im Jahr 642 von dort mitangesehen haben, wie auf der gegenüberliegenden Küste die Stadt Bamburgh von König Penda gebrandschatzt wurde. Der nach Aidan berühmteste Eremit auf Inner Farne war St. Cuthbert, der neun Jahre lang, von 676 bis 685, auf der Insel lebte, dann 685 als Abt nach Lindisfarne ging, aber schon Ende 686 nach Inner Farne zurückkehrte und dort am 20. März 687 verstarb.
Auf Cuthbert folgte Æthelwald, zuvor Mönch von Ripon, der von 687 an bis zu seinem Tod zwölf Jahre lang auf der Insel lebte. Seine Einsiedelei übernahm ein Eremit namens Felgeld, der mit mehr als siebzig Jahren noch um 720 auf der Insel lebte, als Beda seine Prosavita des Hl. Cuthbert verfasste. Die Einsiedelei wurde aufgegeben in der Zeit, in der auch die Mönche von Lindisfarne sich vor den Angriffen der Wikinger von ihrer Insel zurückzogen (875–1182?). Während dieser Epoche, um 1100, soll die Insel von einem Edulf aus Lindisfarne besucht worden sein, der die Kapelle des Einsiedlers verwahrlost und verschmutzt von Schafmist vorfand, da die Insel während der Sommermonate als Weideland genutzt wurde und die Hirten die Kapelle als Schafstall verwendet hatten. Anfang des 12. Jahrhunderts richtete sich dort wieder ein Ælric aus Durham mit einem Diener namens Reginald ein. Ihm folgte ein Ælwin, zu dem sich 1150 St. Bartholomäus aus Durham gesellte, und der nach einem Streit mit diesem die Insel verließ. Einige Jahre später (1162?), zog sich auch Thomas, Abt von Durham, nach seinem Rücktritt mit einem Diener namens Heming nach Inner Farne zurück. Auch zwischen Thomas und Bartholomäus kam es vorübergehend zum Streit, weshalb sich der letztere zeitweise nach Durham begab, dann aber zurückkehrte und sich mit Thomas versöhnte. Thomas verstarb 1163 auf der Insel, Bartholomäus starb dort 1193.
Seit Bartholomäus’ Zeit scheinen die Mönche von Durham auf Inner Farne eine Art Niederlassung betrieben zu haben, House of Farne genannt, deren Leiter seit Mitte des 13. Jahrhunderts namentlich bekannt sind, und von der auch die um 1300 errichtete St. Cuthbert's Chapel (St.-Cuthbert-Kapelle) noch zeugt. Die kleine Gemeinschaft ernährte sich vom Fischfang, verkaufte den Überschuss daraus und nutzte auch die Eier und Daunen der auf den Inseln brütenden Eiderente, für deren Schutz bereits St. Cuthbert Regeln aufgestellt haben soll. Als literarische Zeugnisse der Gemeinschaft sind erhalten eine Sammlung von Meditationen (um 1350?) eines gelehrten Mönches, der in Oxford studiert hatte und möglicherweise auch mit der Klosterbibliothek von Lindisfarne vertraut war, außerdem ein aus dem 13. oder 14. Jahrhundert stammendes lateinisches Gedicht, das Beschreibungen des Insellebens, Motive aus dem Leben des Hl. Cuthbert und die biblische Erzählung vom Armen Lazarus verwendet, um den Leser zur Kontemplation anzuhalten.  

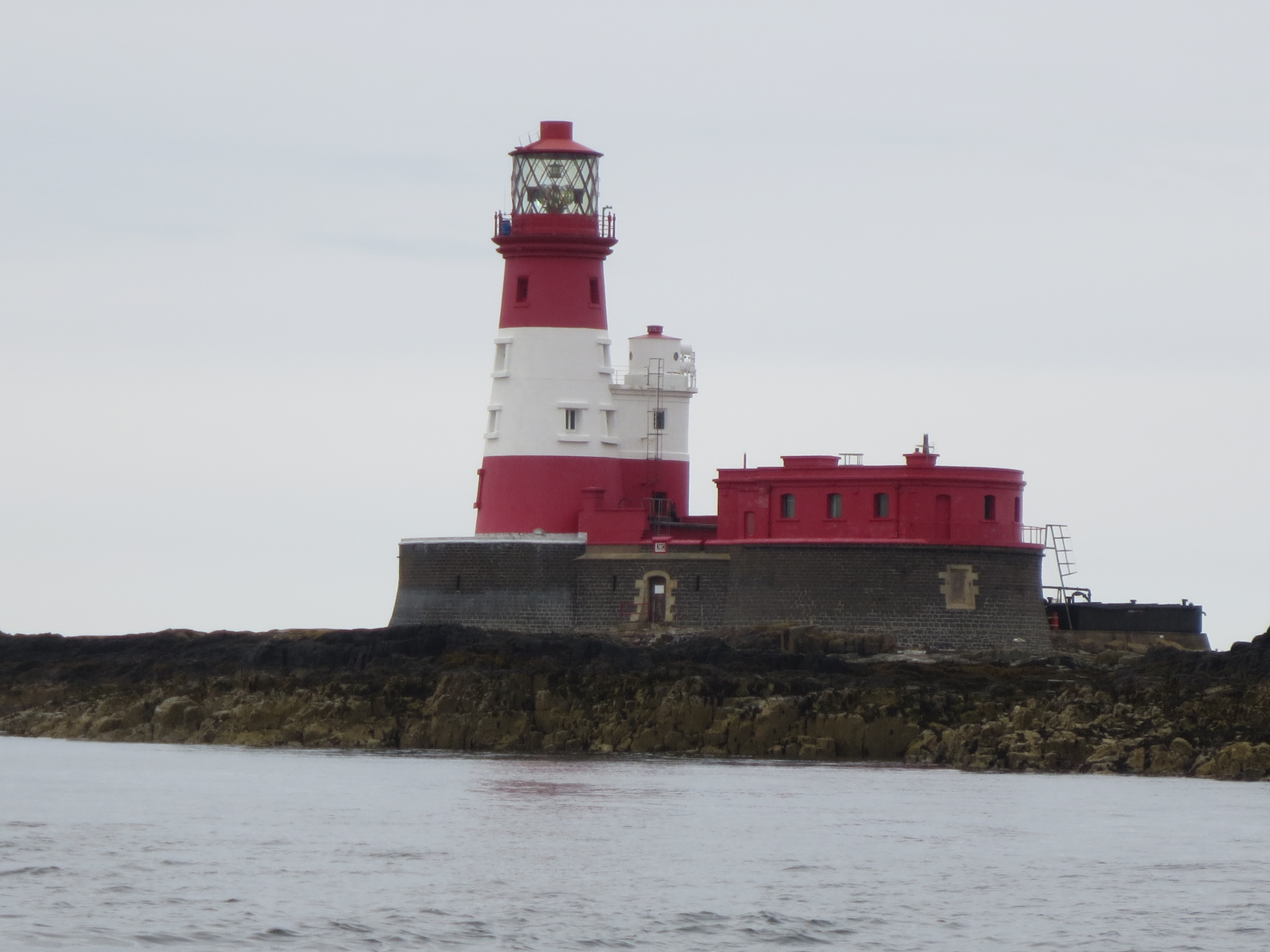
Leuchtturm auf Longstone

Etwa 1500 wurde auf Inner Farne der Pele Tower erbaut, der heute noch für Übernachtungen genutzt wird. In den Gewässern rund um die Farne-Inseln liegen Hunderte von Schiffswracks. Folglich wurden zwei Leuchttürme errichtet, je einer auf Inner Farne (1809) und auf Longstone in der Outer Group. 1838 erlangte Grace Darling (1815–1842), Tochter des Leuchtturmwärters auf Longstone, landesweite Berühmtheit, weil sie maßgeblich an der Rettung von Seeleuten nach einer Havarie beteiligt war. Heute betreut der britische National Trust die Inselgruppe.

## Flora und Fauna

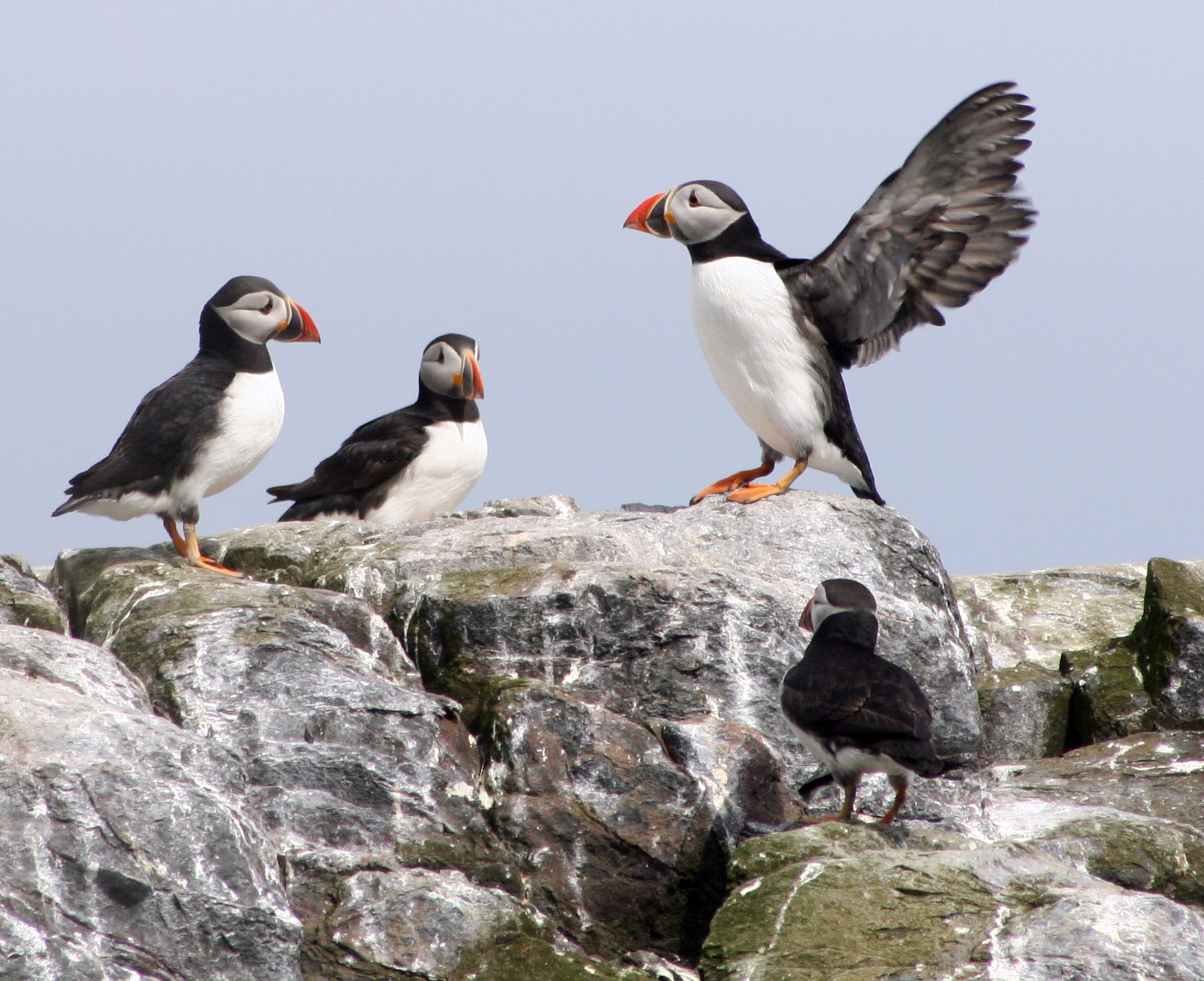
Papageientaucher auf den Farne-Inseln

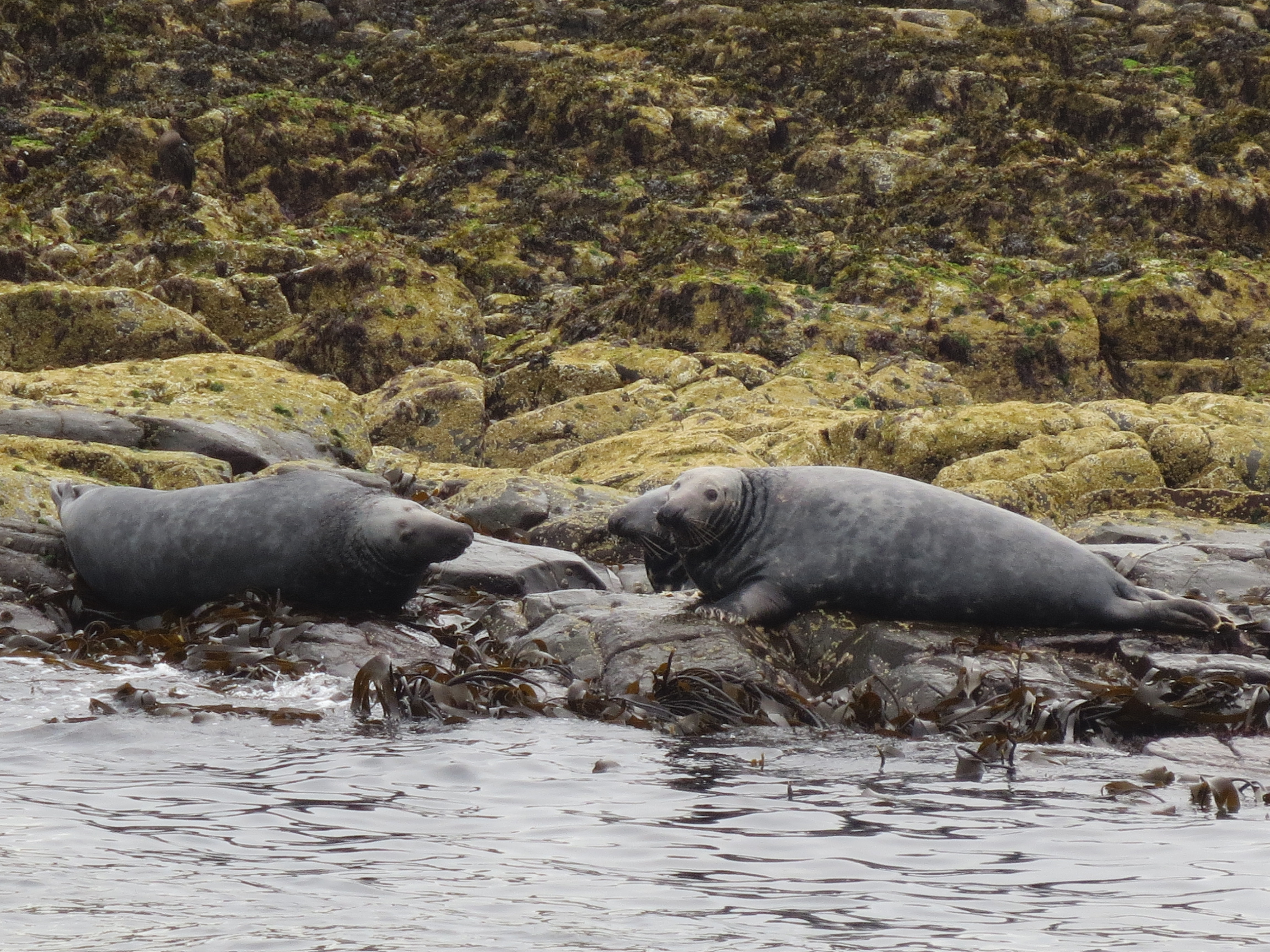
Kegelrobben auf den Farne-Inseln

Während die Flora arm an Arten ist, sind die Farne-Inseln bekannt für die große Vielfalt von Seevögeln, die dort in großer Zahl brüten. Zu ihnen gehören Papageientaucher, Trottellummen, Küstenseeschwalben und Krähenscharben. Dazu leben dort rund 6.000 Kegelrobben.
Auf einigen der Inseln leben Wildkaninchen. Die Art wurde einst zur Sicherstellung der Fleischversorgung eingeführt.

## Tourismus
Mit Booten kann man von Seahouses aus die Inseln Inner Farne, Staple Island und Longstone erreichen. Das Betreten der anderen Inseln ist aus Naturschutzgründen untersagt. Außerdem werden Touren angeboten, auf denen man einen Teil der Tierwelt vom Wasser aus betrachten kann, ohne die Inseln zu betreten.
Die Farne-Inseln gelten wegen der Wracks, der Kegelrobben und steilen Küstenlinie als beliebtes Tauchgebiet.